# Campionati del mondo di triathlon del 1991
I Campionati del mondo di triathlon del 1991 (III edizione) si sono tenuti a Gold Coast, Australia in data 13 ottobre 1991.
Tra gli uomini ha vinto l'australiano Miles Stewart, mentre la gara femminile è andata alla canadese Joanne Ritchie.
La gara junior ha visto trionfare il canadese Eric Myllimaki e per la seconda volta consecutiva la tedesca Sonja Krolik.

## Risultati

### Élite uomini
| Pos. | Nome            | Paese         | Nuoto    | Bici     | Corsa    | Totale   |
| ---- | --------------- | ------------- | -------- | -------- | -------- | -------- |
|      | Miles Stewart   | Australia     | 00:19:19 | 00:55:25 | 00:33:34 | 01:48:20 |
|      | Rick Wells      | Nuova Zelanda | 00:18:48 | 00:55:59 | 00:33:34 | 01:48:22 |
|      | Mike Pigg       | Stati Uniti   | 00:19:33 | 00:55:10 | 00:33:36 | 01:48:22 |
| 4    | Harold Robinson | Stati Uniti   | 00:19:19 | 00:55:29 | 00:33:58 | 01:48:49 |
| 5    | Leandro Macedo  | Brasile       | 00:19:36 | 00:57:11 | 00:32:42 | 01:49:33 |
| 6    | Simon Lessing   | Regno Unito   | 00:19:34 | 00:58:03 | 00:32:08 | 01:49:48 |
| 7    | Mark Dragan     | Australia     | 00:19:47 | 00:58:02 | 00:31:59 | 01:49:48 |
| 8    | Stephen Foster  | Australia     | 00:19:46 | 00:56:55 | 00:33:15 | 01:50:00 |
| 9    | Patrick Girard  | Francia       | 00:21:40 | 00:56:28 | 00:32:27 | 01:50:39 |
| 10   | Jim Riccitello  | Stati Uniti   | 00:20:27 | 00:55:48 | 00:34:24 | 01:50:40 |

### Élite donne
| Pos. | Nome                       | Paese       | Nuoto    | Bici     | Corsa    | Totale   |
| ---- | -------------------------- | ----------- | -------- | -------- | -------- | -------- |
|      | Joanne Ritchie             | Canada      | 00:21:58 | 01:02:08 | 00:37:55 | 02:02:04 |
|      | Terri Smith                | Canada      | 00:22:27 | 01:02:58 | 00:36:45 | 02:02:10 |
|      | Michellie Jones            | Australia   | 00:22:05 | 01:03:27 | 00:37:16 | 02:02:49 |
| 4    | Isabelle Mouthon-Michellys | Francia     | 00:22:05 | 01:03:19 | 00:38:09 | 02:03:35 |
| 5    | Catherine Davis            | Spagna      | 00:22:41 | 01:03:56 | 00:37:02 | 02:03:41 |
| 6    | Carol Montgomery           | Canada      | 00:22:07 | 01:02:28 | 00:39:24 | 02:04:00 |
| 7    | Sue Schlatter              | Canada      | 00:23:52 | 01:02:31 | 00:37:57 | 02:04:21 |
| 8    | Joy Hansen                 | Stati Uniti | 00:22:04 | 01:04:15 | 00:38:02 | 02:04:23 |
| 9    | Karen Smyers               | Stati Uniti | 00:22:06 | 01:03:19 | 00:39:02 | 02:04:30 |
| 10   | Jan Ripple                 | Stati Uniti | 00:22:03 | 01:03:28 | 00:39:32 | 02:05:05 |
| 11   | Simone Mortier             | Germania    | 00:22:30 | 01:04:16 | 00:38:38 | 02:05:22 |
| 12   | Ute Schaefer               | Germania    | 00:24:02 | 01:02:15 | 00:40:56 | 02:07:13 |

### Junior uomini
| Pos. | Nome             | Paese       |
| ---- | ---------------- | ----------- |
|      | Eric Myllimaki   | Canada      |
|      | Kurt Blattma     | Svizzera    |
|      | Ben Bright       | Australia   |
| 4    | Stephane Poulat  | Francia     |
| 5    | Jason Harper     | Stati Uniti |
| 6    | Ralf Eggert      | Germania    |
| 7    | Frank Heldoorn   | Paesi Bassi |
| 8    | Andrew MacMartin | Canada      |
| 9    | Frank Bignet     | Francia     |
| 10   | Mathew Belfield  | Regno Unito |

### Junior donne
| Pos. | Nome              | Paese         |
| ---- | ----------------- | ------------- |
|      | Sonja Krolik      | Germania      |
|      | Alexandra Laws    | Australia     |
|      | Helena Edmonston  | Australia     |
| 4    | Katariina Ebeling | Finlandia     |
| 5    | Katherine Sodek   | Canada        |
| 6    | Heidi Alexander   | Nuova Zelanda |
| 7    | Natalya Orchard   | Australia     |
| 8    | Carola Joerg      | Germania      |
| 9    | Kathy Walls       | Nuova Zelanda |
| 10   | Alexandra Stewart | Nuova Zelanda |